# کیم یو-هان
کیم یو-هان (کره‌ای: 김요한؛ زادهٔ ۲۲ سپتامبر ۱۹۹۹) که بیشتر با نام هنری یوهان (انگلیسی: Yohan) شناخته می‌شود، خواننده و بازیگر اهل کره جنوبی است. او یکی از اعضای گروه پسرانهٔ وی‌آی و عضو سابق گروه پسرانهٔ اکس‌وان است، که در پرودوس اکس ۱۰۱ اول شد. او فعالیت سولوی خود را با انتشار تک‌آهنگ دیجیتال «No More» در ۸ اوت ۲۰۲۰ آغاز کرد.

## فیلم‌شناسی

### مجموعه تلویزیونی
| سال       | عنوان         | شبکه    | نقش                 | توضیحات                | منابع |
| --------- | ------------- | ------- | ------------------- | ---------------------- | ----- |
| ۲۰۰۹      | ملکه سوندوک   | ام‌بی‌سی  | بچه                 | اکسترا                 | [ ۳ ] |
| ۲۰۲۰      | کارآگاه زامبی | کی‌بی‌اس۲ | Skin cream CM model | حضور افتخاری (قسمت ۱)  | [ ۴ ] |
| ۲۰۲۱      | موش           | تی‌وی‌ان  | بیمار پیوند مغز     | حضور افتخاری (قسمت ۲۰) | [ ۵ ] |
| ۲۰۲۱–۲۰۲۲ | مدرسه ۲۰۲۱    | کی‌بی‌اس۲ | گونگ کی-جون         | نقش اصلی               | [ ۶ ] |

### مجموعه اینترنتی
| سال       | عنوان             | پلتفرم     | نقش    | منابع |
| --------- | ----------------- | ---------- | ------ | ----- |
| ۲۰۲۰–۲۰۲۱ | یک عشق بسیار زیبا | کاکائوتی‌وی | چا-هون | [ ۷ ] |